# Ambrosio O’Higgins

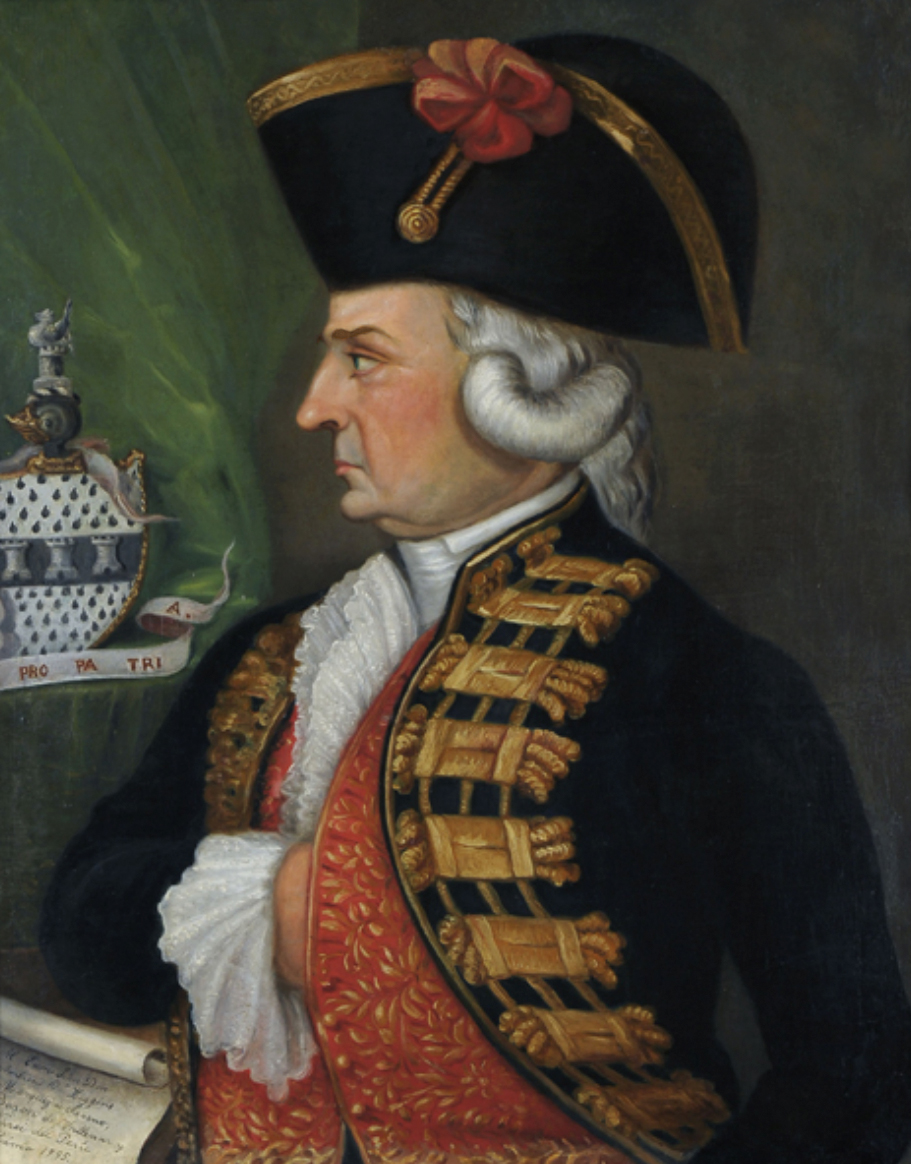
Ambrosio O’Higgins

Ambrosio O’Higgins (spanisch Ambrosio O’Higgins, marqués de Osorno, marqués de Vallenar, barón de Ballinary, irisch Ambrós Ó hUigínn; * um 1720 in Ballynary, County Sligo, Irland; † 19. März 1801, in Lima, Peru) war ein irischstämmiger spanischer Gouverneur von Chile und Vizekönig von Peru. Der chilenische Unabhängigkeitskämpfer Bernardo O’Higgins war sein unehelicher Sohn. Ambrosio O’Higgins war Marquis von Osorno, Marquis von Vallenar und Baron von Ballynary.

## Leben

### Jugend und Ausbildung
Ambrosio O’Higgins war der Sohn von Charles O’Higgins und Margaret Brehon. Charles O’Higgins’ Großvater, Sean Duff O’Higgins, Lord von Ballinary, war mit einer Frau verheiratet, die vom O’Connor-Clan abstammte, der Irland bis zum Jahre 1000 beherrschte. Die Familie O’Higgins hatte große Ländereien in den irischen Grafschaften Sligo und Mayo, aber durch die Enteignungen der Katholiken in Irland während der Herrschaft von Oliver Cromwell und die Deportationen der Pächter der Grafschaft Sligo nach der Rückeroberung Irlands waren die Besitzungen der O’Higgins ständig kleiner geworden. Wegen dieses Eingriffs in ihren Landbesitz wanderte die Familie O’Higgins nach Meath aus; dort nahm Ambrosio O’Higgins eine Anstellung bei Lady Jane Rawley an. 1751 traf Ambrosio O’Higgins in Cádiz ein, er besuchte eine irische Handelsschule und arbeitete als Angestellter des Butler Trading House. 1756 durfte er als Ire und Katholik legal in die spanischen Kolonien auswandern.

### Gouverneur von Chile
Nachdem O’Higgins in den Dienst der spanischen Kolonialverwaltung eingetreten war, arbeitete er als Kaufmann und Händler in der Kolonie am Río de la Plata im heutigen Argentinien und machte dort einige riskante Geschäfte. Später arbeitete er als Zeichner und als Ingenieur für die spanische Kolonialarmee. John Garland, ein anderer irischer Ingenieur in spanischen Diensten, überzeugte Ambrosio O’Higgins, in die benachbarte, wirtschaftlich weniger entwickelte Kolonie Chile überzusiedeln. Er stieg schnell auf, wurde Marquis von Vallenar, Marquis von Osorno, Bürgermeister von Concepción und am 28. Mai 1788 Generalkapitän von Chile.
Während dieser Zeit hatte O’Higgins ein Verhältnis mit Isabell Riquelme, einer Kreolin, deren Familie zur herrschenden Schicht der Kolonie gehörte. Aus dieser inoffiziellen Verbindung entstand ein Sohn, Bernardo O’Higgins, der Chile später zur Unabhängigkeit von der spanischen Kolonialherrschaft führen sollte. Obwohl Ambrosio O’Higgins seinen Sohn Bernardo nie offiziell als rechtmäßigen Erben anerkannte, bezahlte er für seine Ausbildung in England und hinterließ ihm seinen Besitz in Peru und Chile.
Als Gouverneur von Chile, einer der problematischsten, ärmsten und abgelegensten spanischen Kolonien, bemühte sich O’Higgins um die Planung und den Ausbau der Straße zwischen der Hauptstadt Santiago und dem Hafen Valparaíso, deren Trasse heute noch benutzt wird, um den Bau der Moneda in Santiago – einstige Münzprägeanstalt (fábrica de la moneda) des Landes und der heutige chilenische Präsidentenpalast – und die Einrichtung eines zuverlässigen Postdienstes zwischen dem Vizekönigreich Río de la Plata und dem Generalkapitanat Chile.

### Vizekönig von Peru
Im Mai 1796 wurde O’Higgins zum Vizekönig von Peru ernannt. Das Vizekönigreich Peru umfasste ungefähr das heutige Peru und Chile. Peru war die reichste spanische Kolonie in Südamerika und das Amt des Vizekönigs von Peru war der angesehenste Posten im gesamten spanischen Kolonialreich. Ambrosio O’Higgins übte dieses Amt bis zu seinem Tod am 19. März 1801 aus.

## Ehrungen
Verschiedene Städte, Buchten, und andere spanische Gründungen und Entdeckungen in Amerika wurden während seiner Herrschaft nach seinem Geburtsort benannt, so wie Vallenar (ursprünglich genannt: San Ambrosio de Ballenary, spanisch: Vallenar) in Chile oder die Vallenar-Bucht in Alaska.